# Geert Brusselers
Geert Brusselers (Eindhoven, 6 januari 1970) is een Nederlands oud-voetballer. Hij is een zoon van Toon Brusselers. Zijn eigen zoon Bodi Brusselers speelt als middenvelder bij Helmond Sport.
Brusselers begon zijn voetbalcarrière bij de amateurs van BSC Roosendaal en Valkenswaard. Daarna ging hij naar PSV. Hier speelde hij geen competitiewedstrijden in het eerste. Vervolgens speelde hij bij Fortuna Sittard (1989-1991), BVV Den Bosch (1991-1992), NAC (1992-1998), Al-Nassr (Verenigde Arabische Emiraten, 1998-1999), Germinal Beerschot (België, 1999-2000), Al-Shaab Club (Verenigde Arabische Emiraten, 2000-2001), Ajax Cape Town (Zuid-Afrika, 2001-2002), Fortuna Sittard (2002-2004) en de Calgary Mustangs (Canada, 2004).
In zijn professionele voetbalcarrière speelde Brusselers 448 wedstrijden en scoorde hij 64 keer.

## Statistieken
| Seizoen   | Club                         | Wedstrijden | Doelpunten | Competitie                  |
| --------- | ---------------------------- | ----------- | ---------- | --------------------------- |
| 1989-1990 | Fortuna Sittard              | 26          | 1          | Eredivisie                  |
| 1990-1991 | Fortuna Sittard              | 25          | 1          | Eredivisie                  |
| 1991-1992 | BVV Den Bosch                | 33          | 13         | Eerste Divisie              |
| 1992-1993 | NAC                          | 32          | 9          | Eerste Divisie              |
| 1993-1994 | NAC                          | 29          | 2          | Eredivisie                  |
| 1994-1995 | NAC                          | 32          | 1          | Eredivisie                  |
| 1995-1996 | NAC                          | 33          | 3          | Eredivisie                  |
| 1996-1997 | NAC                          | 33          | 2          | Eredivisie                  |
| 1997-1998 | NAC                          | 26          | 3          | Eredivisie                  |
| 1998-1999 | Al-Nasr SC                   | 29          | 13         | U.A.E. Pro-League           |
| 1999-2000 | Germinal Beerschot Antwerpen | 29          | 0          | Jupiler Pro-league (België) |
| 2000-2001 | Al-Shaab Club                | 29          | 8          | U.A.E. Pro-League           |
| 2001-2002 | Ajax Cape Town               | 19          | 1          | Premier Soccer League       |
| 2002-2003 | Fortuna Sittard              | 28          | 3          | Eerste divisie              |
| 2003-2004 | Fortuna Sittard              | 18          | 1          | Eerste divisie              |
| 2004-2005 | Calgary Mustangs             | 27          | 3          | USL A-League                |
| Totalen   |                              | 448         | 64         |                             |

## Jeugdtrainer
Brusselers werd in 2011 betrokken bij de ontwikkeling van talentvolle spelers bij NAC Breda, waar hij in 2012 hoofd NAC Jeugdopleidingen werd. Hij werd technisch verantwoordelijk voor de A1, B1, B2, C1, C2, D1 en D2. In juni 2015 stelde PSV hem aan als trainer van de ploeg tot negentien jaar. Hij volgde Pascal Jansen op, die naar Jong PSV doorschoof. Brusselers tekende bij PSV tot medio 2017. Hij besloot hier in juli 2017 mee te stoppen, om zich te kunnen richten op het diploma coach betaald voetbal.